# ميلفالان
مليفلان اسمه التجاري "Alkeran" ومعروف أيضًا باسم «سَرْكُوليزين» هو العلاج الكيميائي ينتمي إلى فئة من النيتروجين الخردلي و هو من عناصر الألكلة .
وهو عنصر مُألكل (alkylating agent) يضيف مجموعة الألكيل (CnH2n+1) إلى الحمض النووي. وهي تربط مجموعة الألكيل للغوانين  بقاعدة الحمض النووي في ذرة النيتروجين ذات رقم 7 من حلقة إيميدازول .
والمعروف باسم L-phenylalanine mustard أو  L-PAM و الميلفلان هو فينيل ألانين المشتق من كلورو الميثين .